# Cosmoscarta bipunctata
Cosmoscarta bipunctata är en insektsart som beskrevs av Schmidt 1911. Cosmoscarta bipunctata ingår i släktet Cosmoscarta och familjen spottstritar. Inga underarter finns listade i Catalogue of Life.